# Coloconger canina
Coloconger canina är en fiskart som först beskrevs av Castle och Raju, 1975.  Coloconger canina ingår i släktet Coloconger och familjen Colocongridae. Inga underarter finns listade i Catalogue of Life.